# Lucio Licinio Lúculo (pretor)
Lucio Licinio Lúculo, pretor en Sicilia durante la segunda guerra servil.

## Familia y descendencia
Hijo del cónsul del 151 a. C., Lucio Licinio Lúculo, se casó con Cecilia Metela y tuvo dos hijos: Lucio Licinio Lúculo y Marco Terencio Varrón Lúculo

## Carrera política
Tras fracasar las tentativas de Licinio Nerva de sofocar la rebelión con las fuerzas locales el senado romano, a pesar de la inminente guerra con los cimbrios y los teutones, trasladó a Sicilia en el 103 a. C. un ejército de 17.000 hombres al mando de Lúculo. Se trataba de un ejército selecto compuesto por romanos, ítalos y divisiones de ítalos y aliados. Venció a Trifón y Atenión, líderes de la revuelta, a pesar del número casi doble de efectivos de éstos, cercándoles en Triocala. El pretor se comportó sin ninguna energía y poco tiempo después se retiró de la ciudad. Ni siquiera su sucesor, Cayo Servilio, lograría en el 102 a. C. algún resultado positivo.
De regreso a Roma ambos fueron entregados a los tribunales (Lex Calpurnia de 149 a. C.) por la mala conducción de la guerra, siendo condenados al exilio.